# The Darkest Age – Live '93
The Darkest Age – Live '93 prvi je koncertni album poljskog death metal-sastava Vader. Diskografska kuća Baron Records objavila ga je u srpnju 1994. Album je snimljen tijekom nastupa sastava u Halu TS Wisła u Krakovu.

## Popis pjesama
Glazba: Piotr "Peter" Wiwczarek, osim gdje je navedeno drugačije.
| 1.    | »Macbeth (Intro)« (instrumentalna skladba)     |                  | Laibach                   | 3:54 |
| 2.    | »Dark Age«                                     | Peter            |                           | 4:43 |
| 3.    | »Vicious Circle«                               | Paweł Wasilewski |                           | 3:13 |
| 4.    | »The Crucified Ones«                           | Peter            |                           | 3:11 |
| 5.    | »Demon's Wind«                                 | Peter            |                           | 5:01 |
| 6.    | »Decapitated Saints«                           | Peter            |                           | 2:31 |
| 7.    | »From Beyond (Intro)« (instrumentalna skladba) |                  |                           | 1:01 |
| 8.    | »Chaos«                                        | Paweł Wasilewski |                           | 4:57 |
| 9.    | »Reign-Carrion«                                | Peter            |                           | 7:17 |
| 10.   | »Testimony«                                    | Peter            |                           | 4:10 |
| 11.   | »Breath of Centuries«                          | Paweł Wasilewski |                           | 4:20 |
| 12.   | »Omen (Outro)« (instrumentalna skladba)        |                  | Jerry Goldsmith           | 2:08 |
| 13.   | »Hell Awaits« (obrada Slayera)                 | Kerry King       | Jeff Hanneman, Kerry King | 4:41 |
| 51:07 |                                                |                  |                           |      |

## Zasluge
Vader
- Peter – vokal, gitara
- China – gitara
- Jackie – bas-gitara
- Doc – bubnjevi, udaraljke

Ostalo osoblje
- Lars Thorsen – grafički dizajn
- Larvik Litho – grafički dizajn
- Jan Polakowski – naslovnica albuma, umjetnički smjer (prvo izdanje)
- A. Belica – fotografije (na naslovnici)
- Mariusz Kmiołek – produkcija
- Marcin Ograbek – inženjer zvuka
- Jacek Wiśniewski – naslovnica albuma, dizajn, grafički dizajn (reizdanja)